# Emmanuel Goldstein
Emmanuel Goldstein er en af nøglefigurerne i George Orwells roman 1984 (originaltitel Nineteen Eighty-Four).
I romanen siges Goldstein at være et tidligere højtstående medlem af det herskende (og eneste) Parti. Goldstein brød på et tidligt tidspunkt med Partiet og oprettede sin egen organisation, kendt som "Broderskabet", der ønsker at bringe Partiet til fald. Romanen lader spørgsmålet, om Goldstein, "Broderskabet" og endda selveste Store Broder eksisterer, stå åbent.
Alle medlemmer af "Broderskabet" skal læse en bog, som Goldstein angiveligt har skrevet, nemlig Den oligarkiske kollektivismes teori og praksis. Ethvert medlem siges kun at have tre eller fire kontaktpersoner, som udskiftes i takt med, at folk forsvinder, så man kun kan angive tre eller fire andre. Goldstein er altid hovedpersonen i de To Minutters Had, som er et dagligt program, der vises på teleskærmene (fjernsyn med overvågningsudstyr, som kun medlemmerne af Inderpartiet kan slukke for). Det menes, at oppositionen til Store Broder – nemlig Goldstein – simpelthen er en konstruktion, der skal sikre, at støtten og hengivelsen til Store Broder er konstant. Man finder dog aldrig ud af, om dette er sandt. Faktisk nægter O'Brien kategorisk at afsløre, om "Broderskabet" eksisterer eller ikke, da romanens hovedperson Winston Smith i torturkammeret spørger ham:
(Winston): "Eksisterer Broderskabet?"
(O'Brien): "Det vil du aldrig få at vide, Winston. Selv om vi satte dig på fri fod, når vi er færdige med dig, og selvom du blev halvfems år gammel, ville du aldrig få dette spørgsmål besvaret. Så længe du lever, vil det forblive en uløst gåde for dig."
Det menes, at Goldsteins figur er bygget over Lev Trotskij, der på tilsvarende måde blev fjende af det regime, som hans tidligere kammerat Josef Stalin opbyggede. Trotskij tilbragte sine sidste år i landflygtighed uden for Sovjetunionen, og hans udseende minder om Goldsteins i romanen. Der er også betydelige paralleller i tema og stil mellem Trotskijs essay Den forrådte revolution fra 1937 og Goldsteins Den oligarkiske kollektivismes teori og praksis. Endnu vigtigere er det, at Goldstein fungerer som den "bussemand", som alle regimer bruger, når de skal beskrive "dem", der er imod "os".

Denne artikel er en oversættelse af artiklen Emmanuel Goldstein på den engelske Wikipedia. Oversættelsen tager i sin sprogbrug desuden udgangspunkt i den danske udgave af 1984 (Gyldendals Tranebøger 1973), oversat af Paul Monrad.